# André de Soveral
André de Soveral, SJ (São Vicente, c. 1572 – Canguaretama, 16 de julho de 1645), foi um padre católico brasileiro morto durante a Guerra da Restauração no chamado Martírio de Cunhaú, um massacre promovido por tropas holandesas e seus presbíteros protestantes calvinistas, que lutavam contra o Império Português no Brasil.

## Cunhaú
Cunhaú era um povoado de Canguaretama, no Rio Grande do Norte, que se formou em torno de um engenho de cana-de-açúcar, uma das riquezas da região, além das minas para produção de peças, já que as do outro lado do oceano demoravam muito e eram caras, com ameaça de baixa rentabilidade e perda do insumo a tempo de ser processado pelo centro de transformação (uma espécie de expansão da produção paraibana e pernambucana para o norte, que é o berço econômico potiguar).

## Martírio
Na manhã de 16 de julho de 1645, enquanto celebrava a missa na Paróquia Nossa Senhora das Velas ou Purificação, o judeu alemão Jacob Rabbi invadiu a igreja, com o pretexto de comunicar algumas providências do Conselho Supremo Holandês do Recife. Mas depois da consagração, os soldados holandeses, acompanhados pelos índios das tribos dos Tapuias e dos Patiguari, invadiram a igreja e massacraram todos os fiéis, sendo o mesmo Padre André de Soveral, que morreu rezando as orações dos moribundos os seus cadáveres foram então saqueados e apenas cinco fiéis portugueses foram feitos reféns e levados para o Forte Holandês dos Magos.

## Canonização
No dia 15 de outubro de 2017, na Praça de São Pedro, o Papa Francisco realizou a cerimônia de canonização dos Protomártires do Brasil, cuja festa litúrgica se dá no dia 3 de outubro.